# Sluter

Schemat ożaglowania

Sluter - typ osprzętu żaglowego, jednomasztowy, posiadający trzy żagle podstawowe: jeden przymasztowy i dwa przednie. Żagle przednie rozpinane są na dwóch sztagach
zbiegających się w jednym miejscu na pokładzie, co uniemożliwia ich jednoczesne używanie i odróżnia
sluter od kutra. Sluter to również żaglowiec noszący ten typ osprzętu.
Jeden ze sztagów, forsztag, mocowany jest do topu masztu; drugi, stensztag, pomiędzy
topem, a salingiem. Na sztagach podnoszone są odpowiednio: duży i mały fok.
Sluter z podniesionym dużym fokiem podobny jest do slupa topowego, a z małym do slupa 7/8.
W czasie żeglugi na dużym foku stensztag jest zazwyczaj zdejmowany.
Przeważnie maszt umiejscowiony jest bardziej w stronę rufy niż na slupie, jednak nie tak
bardzo jak na kutrze. Ze względu na bardzo podobny wygląd bywa utożsamiany ze slupem.